# Динко Златарић
Динко Златарић (Дубровник, 1558 — Дубровник, 1613) био је ренесансни песник и преводилац из Дубровачке републике.

## Живот
Рођен је у богатој грађанској дубровачкој породици која је припадала српском и босанском племству, и која је пореклом из Македоније. Школовање је започео у Дубровнику, а наставио га је наставио у Падови. Студије медицине није завршио, али стекавши велики углед, постао је ректор Падованског универзитета 1579. године. У аули Универзитета у Падови, у његову част постављена је мраморна плоча са његовим именом на којој пише да је Златарић својим угледом и настојањем готово уништеној ректорској части вратио стари сјај. По повратку у Дубровник живео је веома лагодним животом. Припадао је реду витезова Светог Марка.
Његово зрело раздобље поклопило се са дуга војна и херцеговачки устанак (1596—1597). Водећи идеолог за формирање илирског језика који је основа следећега католичка пропаганда у бугарским земљама .

## Књижевни рад
Динко Златарић био је најбољи дубровачки преводилац 16. века и песник који је новим темама и оригиналношћу у обради старих, најављивао долазак нове књижевне епохе. Пише на илирском језику.

### Преводилачки рад
Поезију је почео да пише пре одласка у Падову, а у Италији његов рад постао је још интензивнији. У Италији је настао Златарићев препев пасторале Аминта Торквата Таса из рукописа. Тасову пасторалу превео је два пута — у везаном и невезаном стиху. Превео је и Софоклову Електру са грчког и Овидијеву метаморфозу Смрт Пирама и Тизбе са латинског језика. Ови преводи објављени су са збирком осмртница — песама испеваних поводом смрти пријатеља, песника и чланова породице у Венецији 1597. године.

### Поезија
Златарић је један од последњих дубровачких петраркиста. Његова збирка од 137 песама остала је необјављена. Њу чине љубавне, рефлексивне, сатиричне и пригодне песме, посланице и епитафи. Доминира бембистичка љубавна поезија. Песме одишу сликовитошћу и префињеним стилским изразом у маниристичком духу. Златарић је старе теме обрађивао на нов начин, користећи у својој поезији античке мотиве, Петраркине и Бембове стихове, песме дубровачких петраркиста... У љубавној поезији Златарић се ослањао на Петрарку — алудирао на његове стихове, али на њих одговарао тако да се љубавно осећање претвара у мржњу (Кад годир мјесто ја споменем и вриме). Песма Ти се све што ја желим представља парафразу античког мотива о Парису.
Његова љубавна позија садржи елементе религиозне и рефлексивне поезије. Иштем друм слидит ки води вишњему је љубавна песма у којој се сусрећу еротско и духовно (религиозно). Присутна је и мисао о пролазности материјалних вредности и променљивости људске судбине.
У идиличној слици пролећног дана у песми У хвалу покоја и мирне памети љубавно осећање једва је наговештено. Овој слици Златарић је супротставио пук луди који је окренут материјалном. У овом контрасту издваја се природа и љубав према драгој као оно што је највредније. Сличан је случај и са песмом Ненавидос ноћи. Песму је Златарић почео описом ноћи и осећања усамљености и немоћи које она буди, да би затим прешао на контрастну слику светлости. Љубавни тон песме може се назрети тек у последњем дистиху који чини петраркистичка изјава љубави. Ипак, ова песма се не може поредити са низом других петраркистичких — њена узвишеност произилази из описа ноћне атмосфере.
Својом поезијом Златарић је најавио ново, барокно доба и промену петраркистичког израза. У песми Љубовник учињен прах од часа нису присутни само барокни мотиви променљивости среће, пролазности и смрти, већ и елементи маниризма и кончетизма. Слика сата као симбола пролазности, испуњеног пепелом љубавника спрженог љубавним пламеном није метафоричка, већ је наговештај другачијег, дубљег схватања односа љубави и смрти.
Рефлексивна песма са религиозним подтекстом Души својој заправо је савет души да се помири са коначношћу. Иако је Златарић говорио о пролазности земаљског, може се закључити да није био спреман за такав душевни мир самим тим што се себи обраћао са таквим захтевом.
Од сатиричних песама издваја се Шали се са гиздавијем пријатељем, посвећена Томи Наталићу Будиславићу, успешном дубровачком лекару и мркањско-требињском бискупу. Динамичност и ритмичност ове песме постигнута је стихом (осмерац) и низом хиперболичних слика. Златарић је користио мотиве из антике и усмене традиције. Он је подругљиво изводио Будиславићево порекло од Александра Великог; његове лекарске вештине поредио је са Хипократовим, песништво са Хомеровим, а јунаштво са јунаштвом Сибињанин Јанка и Змај-Огњеног Вука. У самој песми не може се пронаћи унутрашња мотивација за овакав став према Томи Наталићу Будиславићу. Разлог за подсмех може се наћи само у контексту.
Златарићева пригодна поезија такође је веома значајна. Од пригодних песама нарочито се издваја У смрт Шимуна сина свога прворођенога.
Динко Златарић је за дубровачку књижевност значајан као одличан преводилац и велики лиричар. Његове версификаторске способности, стил и приближавање поезији барокне књижевности чине његову поезију јединственом и другачијом од поезије његових претходника, иако је Златарић остао веран петраркистичкој традицији.
Златарић је у посвети превода Електре Бану Зринскому између осталога записао: Спјевана од вриједнијех Латина и Грка који вам у ваш хрватски језик говоре. Анонимни писац књижице Дубровчани, јесу ли Хрвати? из 1892. је у својој књизи наводио што му одговоара, а изостављао што му не иде у прилог, доказујући да је Дубровник хрватски град. Тако је и овај цитат Лукаревића изоставио, јер се види да Лукаревићу није био свој хрватски језик. Да је Лукаревић сматрао да је језик Дубровчана хрватски, написао би: који нам у наш хрватски језик говоре. Ипак, он хрватски језик назива ваш, када се обраћа Јурају V Зринском.